# Fase (matéria)
Em Química e  Física, uma fase (do grego φασις, que significa aspecto, aparência) é um aspecto microscopicamente homogêneo de um sistema, isto é, uma região do espaço em que as características físicas de determinada matéria são uniformes.:86:3
Um sistema é denominado homogêneo, ou de uma única fase, quando apresentar todas as suas características uniformes; isto implica ter a mesma composição química e o mesmo estado físico. Uma modificação na forma ou na subdivisão do sistema não é o suficiente para caracterizar uma nova fase, pois ainda mantêm suas propriedades físico-químicas. Nesse sentido, gelo moído constituí uma única fase.
Um sistema heterogêneo possui diferentes porções uniformes, porém que diferem entre si e que podem ser separados por um processo mecânico. Por isso, água líquida em gelo moído é um sistema de duas fases.
Sistemas formados exclusivamente por gases possuem uma única fase quando em equilíbrio, pois são miscíveis em quaisquer proporções (excetuando casos de reações em fase gasosa, quando ocorre uma mudança na natureza química). A formação de fases em misturas contendo líquidos dependerá das interações entre as moléculas, favorecendo a formação de uma única fase quanto mais solúveis forem estes líquidos; de caso contrário haverá a separação de componentes conforme a afinidade que estes tiverem e levará à uma mistura heterogênea. A adição de um sal (cloreto de sódio, por exemplo) em benzeno, compostos com grande diferença de polaridade, gera uma mistura bifásica.